# Baaltis

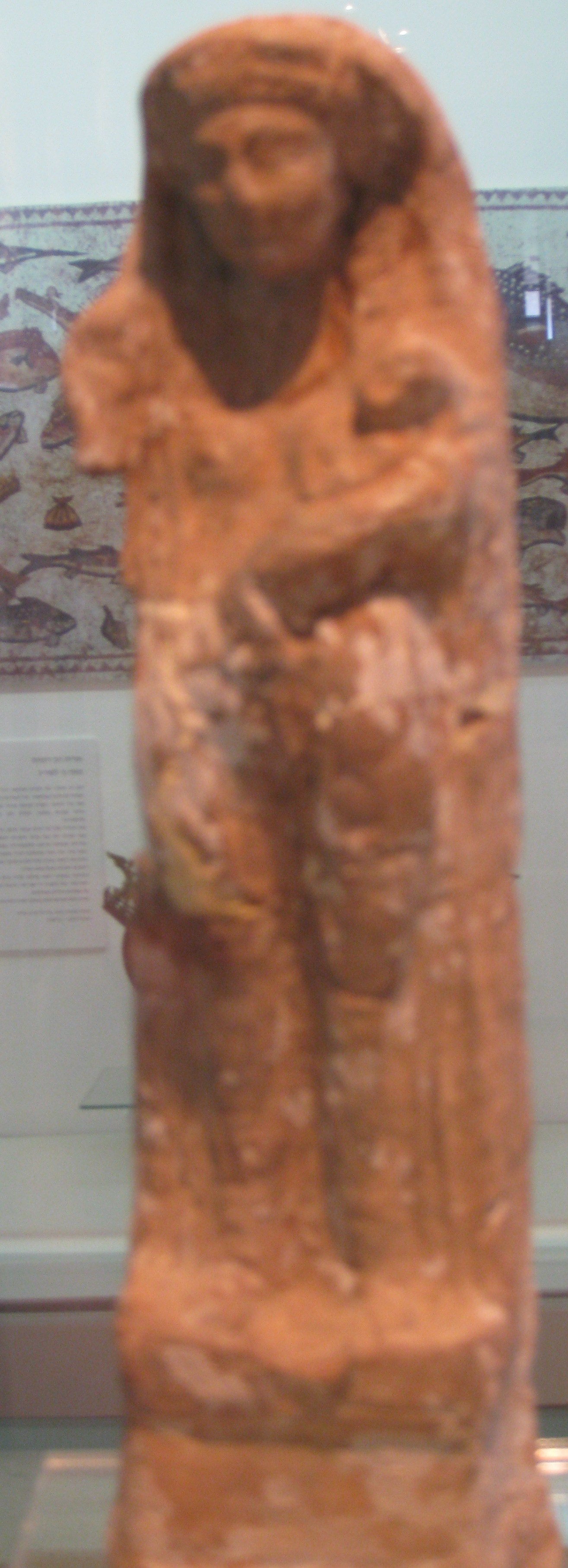
Una estatueta del Museu Marítim d'Israel-Palestina que representa Aixera, segons alguns autors la mateixa anomenada Baaltis o Dione

Baaltis, també anomenada Dione, era una deessa de la mitologia fenícia.
En un llibre sobre la història de Fenícia, atribuït a Sancuniató, s'esmenta una filla d'Úranos (el cel) i Gaia (la Terra), anomenada Baaltis i de vegades Dione. Era germana d'Elus (un déu equiparat a Cronos en la mitologia grega) amb qui es va casar després que el seu pare l'enviés juntament amb altres germanes per matar-lo. Elus va regalar la ciutat de Biblos a Dione. L'origen d'aquest relat no és clar i podria ser un intent de Sancuniató per unificar la religió fenícia amb els relats de la mitologia grega, en què es parla de la dea anomenada Dione de l'època dels titans. Per l'associació de Baaltis amb la ciutat de Biblos, podria referir-se a la deessa venerada des de molt antic en aquella ciutat amb el títol de Ba`alat Gebal ('Senyora de Biblos'). Alguns autors han proposat que es tracta de la dea Aixera i que Sancuniató només fa servir la paraula Dione com a traducció d'un epítet d'Aixera, que la relaciona amb Elat.